# Ronald
Ronald är ett mansnamn med engelskt eller skotskt ursprung. Det kommer liksom det nordiska namnet Ragnvald och det tyska Reinhold från det fornnordiska Rögnvaldr, som är bildat av en förled med betydelsen "råd" (eller "gudamakter") och en slutled med betydelsen "härskare". Från Ronald kommer smeknamnen Ron och Ronnie/Ronny.
Namnet har använts i Sverige sedan slutet av 1800-talet och hade sin högsta popularitet på 1940- och 1950-talet men har därefter minskat betydligt. Under hela 1990-talet fick endast 88 pojkar namnet, varav 8 fick det som tilltalsnamn. 31 december 2009 fanns det totalt 2 588 personer i Sverige med namnet, varav 1 000 med det som tilltalsnamn. År 2003 fick 13 pojkar namnet, men ingen fick det som tilltalsnamn.
Som efternamn existerar namnet Ronald i bara en familj och stavas då Ronàld.[källa behövs]
Den portugisiska och spanska motsvarigheten till namnet är Ronaldo.
Namnsdag i Sverige: 16 maj (Sedan 2001. Tidigare 1986-1992 på 9 augusti och 1993-2000 på 6 juli). I den finlandssvenska namnsdagslängden har Ronald namnsdag 5 september sedan 1995. Från 2020 finns också parallellformen Ron i den finlandssvenska namnsdagskalendern.

## Personer med namnet Ronald
- Ronald Binge
- Ronald de Boer
- Ronald Ron Clarke
- Ronald Colman - brittisk skådespelare
- Ronald Duncan
- Ronald E. Evans
- Ronald Fagerholm
- Ronald Fangen - norsk författare
- Ronald Hanmer
- Ronald Harwood
- Ronald Haver
- Ronald F. Hoiseck
- Ronald Koeman
- Ronald McDonald
- Ronald D. Moore
- Ronald Pettersson "Sura-Pelle"
- Ronald Reagan - amerikansk president
- Ronald Ross - brittisk nobelpristagare i medicin
- Ronald Sjögren
- Ronald Wayne
- Ronald "Ron" Weasley
- Ronald Åman - svensk fotbollsspelare